# Bitwa morska pod Neae
Bitwa morska pod Neae – bitwa między siłami rzymskimi a grecko-pontyjskimi stoczona w roku 74 p.n.e., podczas trzeciej wojny Mitrydatesa z Rzymem u brzegu wysepki Neae na Morzu Egejskim pomiędzy wyspami Lemnos a Skyros.
Siłami rzymskimi dowodził Lukullus, grecko-pontyjskimi - Marek Mariusz (Rzymianin i senator, przysłany do pomocy królowi Pontu Mitrydatesowi VI Eupatorowi przez Sertoriusza) jako głównodowodzący oraz dowódcy pontyjscy - Arkadiusz i Dionizjusz. 
Lukullus, po pokonaniu nieprzyjacielskiej eskadry koło Portu Achajów, skierował swoje okręty ku samotnej, opuszczonej wysepce Neae, na której spoczywały okręty floty egejskiej Mitrydatesa, dowodzonej przez Marka Mariusza, Aleksandra i Dionizjusza. Zaskoczenie było całkowite. Wszystkie 32 okręty floty pontyjskiej spoczywały na plaży wyciągnięte na brzeg. Tak bitwę opisał Appian ("Bella Mithridatica", 73):
"Z głośnym pluskaniem wioseł i lekceważącym zuchwalstwem popłynął ku nim Lukullus, ponieważ jednak bynajmniej nie ruszali się z miejsca, wstrzymał wiosłowanie i wysyłając ku nim po dwa okręty próbował ich skłonić do wypłynięcia na pełne morze. Ponieważ nie dali się wywabić i bronili się z lądu, opłynął wyspę innymi okrętami, wysadził na ląd piechotę i spędził wrogów na okręty. Ale i teraz nie odważyli się wypłynąć na morze w obawie przed wojskiem Lukullusa, tylko płynęli wzdłuż wybrzeża, tak że zarówno z lądu, jak i morza spadały na nich pociski i raniły ich. Kiedy wielu z nich zginęło, rzucili się do ucieczki. Mariusz, Aleksander i eunuch Dionizjusz ukryli się w jakiejś pieczarze, lecz zostali ujęci. Dionizjusz zażył truciznę, którą nosił z sobą i natychmiast umarł. Mariusza zaś kazał Lukullus stracić, bo uważał, że nie może poprowadzić w triumfie swoim Rzymianina i senatora. Natomiast Aleksandra zachował do triumfu. Sprawozdanie z tych wydarzeń wysłał Lukullus do Rzymu, przybrawszy list wawrzynem, jak to jest zwyczajem przy zwycięstwach. Sam zaś pospieszył do Bitynii."
Zniszczenie floty Marka Mariusza przyczyniło się do opanowania Morza Egejskiego przez Rzymian, co umożliwiło podjęcie ofensywy na lądzie, w której Lukullus zadał Mitrydatesowi wielkie straty, opanował Bitynię i Pont oraz rozbił wojska Tigranesa Wielkiego, zięcia i sojusznika pontyjskiego władcy.